# شريف سيد كارا
شريف سيد كارا (بالفرنسية: Chérif Sid Cara) هو سياسي فرنسي، ولد في 26 نوفمبر 1902 في ميلة في الجزائر، وتوفي في 6 مارس 1999 في غرونوبل في فرنسا. انتخب عضو مجلس الشيوخ في الجمهورية الرابعة وانتخب نائب فرنسي.